# أندرو هوغن
أندرو هوغن هو سياسي كندي، ولد في 28 أكتوبر 1923 في كندا، وتوفي في 10 أبريل 2002 في نفس البلد. حزبياً، نشط في الحزب الديمقراطي الجديد. وقد انتخب عضو مجلس العموم الكندي.